# Jhon Arias (Fußballspieler)
Jhon Adolfo Arias Andrade (* 21. September 1997 in Quibdó) ist ein kolumbianischer Fußballspieler.

## Karriere

### Verein
Von der U20 des mexikanischen Klubs Dorados de Sinaloa wechselte Arias im Sommer zur U20 von Club Tijuana. Im April 2017 kehrte er nach Kolumbien zurück und schloss sich hier der ersten Mannschaft von Patriotas Boyacá an. Nachdem er hier zunächst nicht zum Zug gekommen war, wurde er für den Verlauf des Jahres 2018 zum Llaneros FC verliehen. Nach seiner Rückkehr bekam er mehr Einsätze und wechselte später zu América de Cali. Im Januar 2021 ging es für ihn weiter zu Independiente Santa Fe. Seit August 2021 steht er in Brasilien bei Fluminense unter Vertrag. Mit diesen wurde er bislang einmal Sieger der Copa Libertadores und der Recopa Sudamericana.
Im Juli 2025 wechselte er zu den Wolverhampton Wanderers und unterschrieb dort einen Vertrag bis 2029.

### Nationalmannschaft
Sein Debüt für die kolumbianische A-Nationalmannschaft hatte er am 5. Juni 2022 bei einem 1:0-Freundschaftsspielsieg über Saudi-Arabien, bei dem er auch in der Startelf stand. Nach einer Vielzahl an weiteren Freundschaftsspieleinsätzen und Qualifikationspartien für die Weltmeisterschaft 2026 wurde er auch in den Mannschaftskader bei der Copa América 2024 berufen.

## Erfolge
América de Cali
- Categoría Primera A: 2020

Fluminense
- Staatsmeisterschaft von Rio de Janeiro: 2022, 2023
- Copa Libertadores: 2023
- Recopa Sudamericana: 2024